# Ulug-Chemský chošún
Ulug-Chemský chošún (rusky Улуг-Хемский кожуун, tuvinsky Улуг-Хем кожуун) je administrativně-územní jednotka (chošún) v Republice Tuva v Ruské federaci. Administrativním centrem je město Šagonar.

## Geografie
Ulug-Chemský chošún se přirovnává k rajónům Dálného severu. Chošúnem protéká řeka Jenisej a horská řeka Kara-Sug. Na řece Jenisej leží
Sajano-Šušenská přehrada. Mezi městem Šagonar a vesnicí Chajyrakan se nachází hora Chajyrakan, která byla posvěcena Dalajlámou. Ulug-Chem znamená tuvinsky Horní Jenisej, název tedy lze přeložit jako Hornojenisejský.
Na západě hraničí s Čaa-Cholským chošúnem, na jihu s Ovjurským a Tere-Chemským chošúnem, na východě s Čedi-Cholským a Kyzylským chošúnem a na severu s Pij-Chemským chošúnem.

## Demografie
- 1990 — 30 184 obyv.
- 2000 — 20 213 obyv.
- 2002 — 19 461 obyv.
- 2004 — 19 418 obyv.
- 2005 — 19 351 obyv.
- 2006 — 19 250 obyv.
- 2007 — 19 271 obyv.
- 2008 — 19 398 obyv.
- 2009 — 19 451 obyv.
- 2010 — 19 266 obyv.
- 2011 — 19 203 obyv.
- 2012 — 19 109 obyv.
- 2013 — 18 960 obyv.
- 2014 — 18 813 obyv.
- 2015 — 18 908 obyv.
- 2016 — 18 937 obyv.

## Administrativní členění

### Městské a vesnické okresy

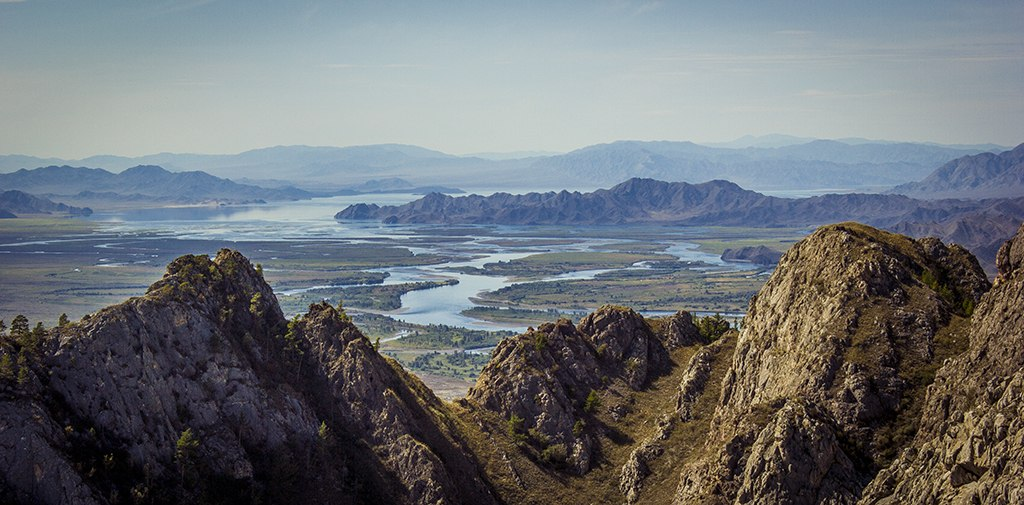
Pohled z hory Chajyrakan

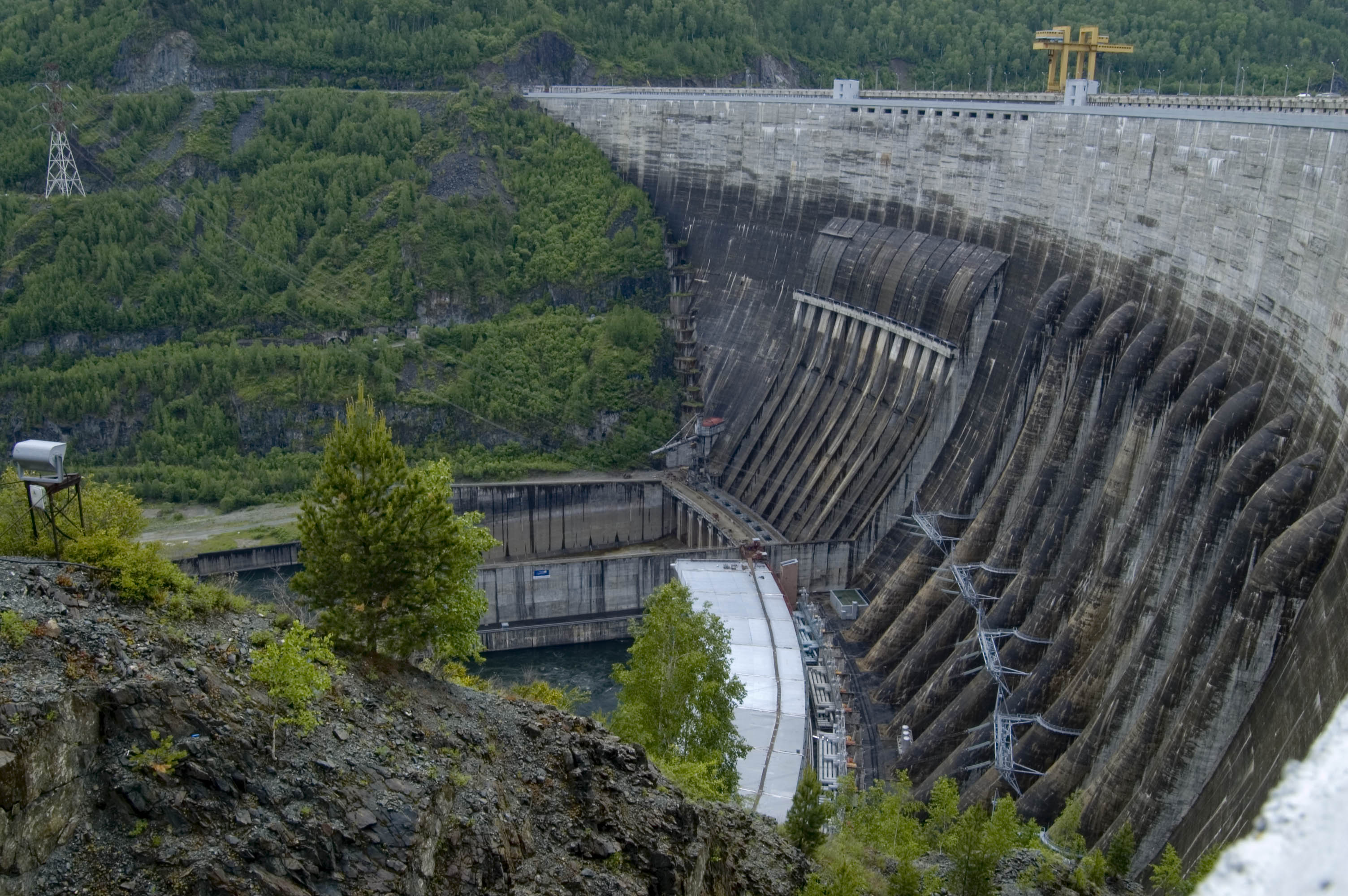
Sajano-Šušenská vodní elektrárna

| №. | Městské a vesnické okresy   | Administrativní centrum | Počet sídelních útvarů | Počet obyvatel | Rozloha [km2] |
| -- | --------------------------- | ----------------------- | ---------------------- | -------------- | ------------- |
| 1  | Městský okres města Šagonar | město Šagonar           | 1                      | 10 919 ↘       | 61,22         |
| 2  | Sumon Aryg-Uzjunskij        | selo Aryg-Uzju          | 1                      | 1 341 ↗        | 36,10         |
| 3  | Sumon Aryskan               | selo Aryskan            | 1                      | 631 ↗          | 12,03         |
| 4  | Sumon Iji-Tal               | selo Iji-Tal            | 1                      | 610 ↗          | 32,58         |
| 5  | Sumon Ištii-Chem            | selo Ištii-Chem         | 1                      | 524 ↘          | 6,13          |
| 6  | Sumon Kok-Čyraanskij        | selo Aryg-Bažy          | 1                      | 538 ↗          | 18,60         |
| 7  | Sumon Torgalygskij          | selo Torgalyg           | 1                      | 1 170 ↗        | 138,35        |
| 8  | Sumon Chajyrakanskij        | selo Chajyrakan         | 1                      | 1 743 ↘        | 29,99         |
| 9  | Sumon Čaatinskij            | selo Čoduraa            | 1                      | 814            | 16,59         |
| 10 | Sumon Ejlig-Chemskij        | selo Ejlig-Chem         | 1                      | 647 ↗          | 378,02        |

### Sídelní útvary
| №. | Sídelní útvar | Rusky     | Typ sídelního útvaru | Počet obyvatel | Komunální útvar             |
| -- | ------------- | --------- | -------------------- | -------------- | --------------------------- |
| 1  | Aryg-Bažy     | Арыг-Бажы | vesnice (selo)       | 538 ↗          | Sumon Kok-Čyraanskij        |
| 2  | Aryg-Uzju     | Арыг-Узю  | vesnice (selo)       | 1 341 ↗        | Sumon Aryg-Uzjunskij        |
| 3  | Aryskan       | Арыскан   | vesnice (selo)       | 631 ↗          | Sumon Aryskan               |
| 4  | Iji-Tal       | Ийи-Тал   | vesnice (selo)       | 524 ↘          | Sumon Iji-Tal               |
| 5  | Ištii-Chem    | Иштии-Хем | vesnice (selo)       | 782 ↘          | Sumon Ištii-Chem            |
| 6  | Torgalyg      | Торгалыг  | vesnice (selo)       | 1 170 ↗        | Sumon Torgalygskij          |
| 7  | Chajyrakan    | Хайыракан | vesnice (selo)       | 1 743 ↘        | Sumon Chajyrakanskij        |
| 8  | Čoduraa       | Чодураа   | vesnice (selo)       | 814            | Sumon Čaatinskij            |
| 9  | Šagonar       | Шагонар   | město                | 10 919 ↘       | Městský okres města Šagonar |
| 10 | Ejlig-Chem    | Эйлиг-Хем | vesnice (selo)       | 647 ↗          | Sumon Ejlig-Chemskij        |

## Klima
Podnebí je silně kontinentální. Průměrná roční teplota činí −15 °C, absolutní minimum −43 °C a absolutní maximum 34,4 °C. Roční úhrn srážek je 219 mm. Výška sněhové pokrývky činí 25 cm. Aktivní vegetační období trvá 125 dnů.